# Amphipsyche delicata
Amphipsyche delicata är en nattsländeart som beskrevs av Banks 1939. Amphipsyche delicata ingår i släktet Amphipsyche och familjen ryssjenattsländor. Inga underarter finns listade i Catalogue of Life.